# 18855 Sarahgutman
18855 Sarahgutman è un asteroide della fascia principale. Scoperto nel 1999, presenta un'orbita caratterizzata da un semiasse maggiore pari a 2,4355769 UA e da un'eccentricità di 0,1729061, inclinata di 4,51247° rispetto all'eclittica.